# Магацини (Пиза)
Магацини је насеље у Италији у округу Пиза, региону Тоскана.
Према процени из 2011. у насељу је живело 41 становника. Насеље се налази на надморској висини од 13 м.